# Jean-Pierre Vidal
Pour les articles homonymes, voir Vidal.
Cet article concerne le skieur. Pour l'écrivain, voir Jean Pierre Vidal.
Jean-Pierre Vidal, né le 24 février 1977 à Saint-Jean-de-Maurienne (Savoie), est un skieur alpin français, champion olympique de slalom à Salt Lake City en 2002. Licencié au ski-club de La Toussuire, Il compte parmi les meilleurs slalomeurs au monde dans la première moitié des années 2000. Il prend sa retraite sportive lors des Jeux de Turin 2006, s'étant cassé le bras à la veille du slalom en faisant du ski libre, et devient notamment par la suite commentateur du ski alpin à la télévision. 

## Biographie

### Premières années
Jean-Pierre Vidal naît le 24 février 1977 à Saint-Jean-de-Maurienne, dans le département de la Savoie. Il grandit à La Toussuire dans une famille de skieurs : ses parents sont tous les deux moniteurs de ski et tiennent un magasin d'articles de sport. Sa mère Colette est la sœur de Jean-Pierre Augert (membre de l'équipe de France des Jeux olympiques de Grenoble en 1968, champion du monde militaire de slalom géant en 1967), et  la cousine germaine de Jean-Noël Augert (champion du Monde de slalom en 1970 et 3 fois vainqueur de la Coupe du Monde de slalom). C'est sa grand-mère, Alphonsine, qui l'initie au ski dès son plus jeune âge. Sa sœur Vanessa Vidal, de deux ans son aînée, est elle aussi skieuse alpine. Entraîné par Laurent Bonnel, il démontre vite ses qualités et remporte notamment la Topolino (it), une course réservée aux meilleurs jeunes mondiaux, dans la catégorie Benjamins 2e année. Étudiant au lycée d'été d'Albertville de 1992 à 1997, il fait ses débuts sur le circuit FIS Race en décembre 1994 en prenant la 21e place d'un slalom à Val Thorens. Deux mois plus tard, il participe à sa première épreuve de coupe d'Europe et se classe 24e du slalom géant des Arcs. En mars 1995, il prend part aux épreuves de slalom géant et de slalom aux championnats du monde juniors de ski alpin, disputés à Voss en Norvège et dont il se classe respectivement 17e et 15e. Il se blesse gravement en 1996, victime d'une rupture des ligaments croisés du genou gauche, puis intègre l'équipe de France espoirs la saison suivante et participe plus régulièrement aux épreuves de Coupe d'Europe. Il obtient comme meilleur résultat une 17e place dans le slalom de Missen-Wilhams en Allemagne.

### Premiers pas en Coupe du monde et grave blessure (1997-1999)
Auteur du 4e place dans le slalom de la manche de Coupe d'Europe de Kreischberg, le 21 décembre 1997, Jean-Pierre Vidal fait ses débuts en Coupe du monde deux semaines plus tard, à Kranjska Gora. Il y dispute le slalom géant puis le slalom, mais ne parvient pas à s'y qualifier pour les secondes manches. De retour sur les épreuves de Coupe d'Europe, sa fin de saison est marquée par de nombreux abandons, mais il se classe toutefois 6e du slalom géant puis du slalom des championnats de France. Lors de la saison 1998-1999, il obtient au mieux une 12e place dans le slalom géant de Coupe d'Europe d'Hinterstoder, puis participe à l'Universiade d'hiver organisée à Poprad en Slovaquie. Les épreuves de ski alpin se tiennent dans la station de Jasná. Jean-Pierre Vidal remporte la médaille d'or en slalom géant le 28 janvier, puis la médaille de bronze en slalom deux jours plus tard. Il subit à nouveau une grave blessure dans la descente des championnats de France : en sortant de la ligne de course à la réception d'une bosse, le corps en arrière, il chute et souffre d'une entorse aux deux genoux. Jean-Pierre Vidal passe 45 jours en fauteuil roulant, et décide de se tourner vers les études, poursuivant un BTS Action commerciale, qu'il décroche en mai 2001.

### Retour à la compétition et titre olympique (2001-2002)
Convalescent, Jean-Pierre Vidal connaît une saison 1999-2000 presque blanche. Il fait son retour à la compétition en mars 2000 et participe aux championnats de France, où il se classe 13e du slalom géant et 16e du slalom. Lors de la saison 2000-2001, il réintègre l'équipe de France de Coupe du monde, mais ses résultats sont décevants : il est éliminé dès la première manche du slalom de Park City, puis abandonne dans les slaloms de Sestrières, Madonna di Campiglio et Wengen. De retour en Coupe d'Europe, il connaît un peu plus de réussite mais n'obtient au mieux qu'une 6e place dans le slalom de Wildschönau, en Autriche. Il réalise pourtant un coup d'éclat lors des championnats de France : il y remporte son premier titre le 24 mars dans le slalom géant, en prenant le meilleur sur Gauthier de Tessières et Frédéric Covili, puis gagne le slalom le lendemain devant Sébastien Amiez et Julien Lizeroux. Bien qu'il ne devance son dauphin que de 3 centièmes de seconde, il réalise le meilleur temps dans les deux manches,.
De nouveau intégré à l'équipe de France de Coupe du monde lors de la saison 2001-2002, Jean-Pierre Vidal se révèle : il se classe 9e puis 3e des deux premiers slaloms de la saison, organisés à Aspen dans le Colorado. En deux jours, il obtient à la fois ses premiers points et son premier podium en Coupe du monde. Ces performances sont d'autant plus étonnantes qu'il s'élance à chaque fois avec le dossard no 36. En décembre, il confirme ce bon début de saison en prenant la 4e place du slalom de Madonna di Campiglio. Le 22 décembre, il remporte sa première victoire en Coupe du Monde à Kranjska Gora. Parti avec le dossard no 17, il réalise le 4e temps de la première manche, puis surclasse tous ses concurrents dans la deuxième pour finalement devancer l'Autrichien Mario Matt, leader de la Coupe du monde. Le skieur français ne cache pas sa satisfaction d'avoir atteint si rapidement un tel niveau de performance : « C'est comme à Fantasialand. En 1999, j'étais en chaise roulante et je n'aurais jamais pensé monter sur un podium. Je suis heureux d'être le premier Français à gagner un slalom à Kranjska Gora depuis trente-trois ans. » Malgré un abandon à Adelboden, Jean-Pierre Vidal obtient une 5e place à Wengen, une 8e place à Kitzbühel, puis monte à nouveau sur le podium à Schladming en se classant au 2e rang. Il apparaît alors comme l'un des favoris pour la médaille d'or olympique aux Jeux de Salt Lake City.
Le jour de la course Jean-Pierre Vidal réalise le meilleur temps de la première manche sur une piste très sélective en devançant de 36 centièmes l'Américain Bode Miller et de 73 centièmes le Croate Ivica Kostelić. Au moment de s'élancer pour le deuxième acte, Jean-Pierre Vidal possède 2 s 15 d'avance sur son compatriote Sébastien Amiez qui a dominé cette deuxième manche, et parvient à s'imposer devant lui malgré la perte de plus de la moitié de son avance réalisant ainsi un doublé olympique français. Premier champion olympique français du slalom depuis 34 ans et la victoire de Jean-Claude Killy aux Jeux de Grenoble, Jean-Pierre Vidal se déclare fier du chemin accompli depuis sa blessure : « Si quelqu'un, il y a un an, m'avait dit que je serais champion olympique de slalom, je ne l'aurais pas cru. Je me suis offert un super cadeau d'anniversaire qui restera à jamais gravé dans ma mémoire. »
Jean-Pierre Vidal conclut sa saison avec un nouveau podium lors des finales à Altenmarkt : il se classe 3e derrière Ivica Kostelić et Bode Miller. Une saison qui le voit terminer au 3e rang de la coupe du monde de slalom et au 13e rang du classement général.
La troisième place de Jean-Pierre Vidal au classement du Champion des champions de L'Équipe derrière la skieuse Carole Montillet et l'athlète Stephane Diagana vient récompenser son succès olympique et sa saison riche.

### 2003-2005: trois années difficiles
Vingt-sixième du slalom géant de Sölden en ouverture de la saison 2002-2003, Jean-Pierre Vidal se classe 6e du premier slalom de l'année, à Park City, puis 5e de l'épreuve de KO Slalom de Sestrières. Il retrouve le podium au début du mois de janvier en se classant 3e à Kranjska Gora derrière Ivica Kostelić et Rainer Schönfelder. Ses résultats sont ensuite moins réguliers : malgré une 6e place à Wengen, il abandonne dans la deuxième manche à Bormio et Kitzbühel alors qu'il est bien placé pour la victoire, puis se classe seulement 27e à Schladming. Il participe en février 2003 à ses premiers championnats du monde, à Saint Moritz, où il est engagé à la fois en slalom et en slalom géant, avec l'objectif de remporter une médaille,. Jean-Pierre Vidal abandonne finalement dans les deux courses. Sa fin de saison est marquée par des résultats décevants, malgré un second titre de champion de France de slalom, avec une 16e place dans le slalom de Shigakogen, deux abandons en première manche dans le slalom et le slalom géant de Yongpyong et un autre abandon dès la première manche du slalom de Lillehammer. Il achève la saison au 10e rang du classement du slalom.
En 2003-2004, il finit sa saison à une anonyme 26e place du classement du slalom. Il sera tout de même champion du Monde militaires de géant en 2004.
2004-2005 est une saison de la même veine que la précédente. Il finit cependant la saison avec une 5e place à Schladming et une 7e place lors des finales de Lenzerheide. Il dispute en outre en février les championnats du monde de ski alpin de 2005 à Bormio qui se concluent par une sortie de piste en première manche. Il finit au 13e rang du classement du slalom.

### 2005-2006: come-back et fin de carrière
Après un début de saison délicat (sortie à Beaver Creek), Jean-Pierre Vidal prouve qu'il sait se motiver en année olympique. Dès décembre, il retrouve la confiance qui lui permet de skier au niveau des meilleurs. Enchaînant les prestations de qualité, le français va signer une série de tops 10 (5e à Madonna di Campiglio, 9e à Kranjska Gora, 4e à Adelboden et 9e à Wengen) qui atteindra son apogée lors du slalom de Kitzbühel qui le verra remporter sa 2e victoire devant les Autrichiens Reinfried Herbst et Benjamin Raich au terme d'une deuxième manche au cours de laquelle il heurte un piquet en pleine tête, ce qui ne l'empêche pas de l'emporter la bouche en sang. Disqualifié deux jours après lors du slalom nocturne de Schladming, Vidal aborde les Jeux olympiques de 2006, à Turin. Il chute lors d'une séance de ski libre la veille du slalom olympique. C'est le bras cassé en écharpe qu'il annonce avant même le début du slalom qu'il met un terme immédiat à sa carrière.
Il s'investit alors dans des magasins d'articles de sport à la Toussuire et au Corbier. Il est aussi impliqué dans la chaîne Eurosport en tant que consultant occasionnel et dans la candidature d'Annecy aux Jeux olympiques de 2018 dont il est le vice-président.

## Style, personnalité et caractéristiques
Jean-Pierre Vidal reconnaît que sa sœur Vanessa et son cousin Jean-Noël Augert, champion du monde de slalom en 1970, lui ont servi de modèles au début de sa carrière : « Grâce à elle, j'ai pu voir à quoi ressemblait le haut niveau. Elle m'a souvent conseillé. » Quant à son cousin, « il était très félin, skiait comme un chat, et il était très fort mentalement. »
L'ancien skieur alpin Michel Vion, directeur de la compétition chez le fabricant Dynastar pendant la carrière de Jean-Pierre Vidal, souligne qu'il n'est pas seulement un bon skieur, mais également un bon testeur : « Il a toujours été un coureur avec beaucoup de sensations et de feeling. Il a beaucoup participé à la mise au point de nos produits, il a toujours eu des remarques justes, avant même d'arriver à ce niveau. Certains sont seulement de bons coureurs, d'autres sont en plus d'excellents metteurs au point, comme Prost pouvait l'être en Formule 1 ».

## Palmarès

### Jeux olympiques d'hiver
Jean-Pierre Vidal participe aux Jeux de Salt Lake City en 2002 en slalom et y remporte la médaille d'or. Alors qu'il doit défendre son titre lors des Jeux de Turin, il déclare forfait après s'être fracturé le bras gauche deux jours avant l'épreuve.
| Épreuve / Édition | Salt Lake City 2002 | Turin 2006 |
| ----------------- | ------------------- | ---------- |
| Slalom            | Or                  | Forfait    |

### Championnats du monde
Jean-Pierre Vidal participe à deux éditions des championnats du monde de ski alpin, en 2003 et 2005. Il y dispute trois courses individuelles mais n'en achève aucune. Il remporte la médaille de bronze dans l'épreuve par équipes lors des Mondiaux de Bormio en 2005.
| Épreuve / Édition | Saint-Moritz 2003 | Bormio 2005 |
| ----------------- | ----------------- | ----------- |
| Slalom géant      | Abandon           | -           |
| Slalom            | Abandon           | Abandon     |

### Coupe du monde
Au total, Jean-Pierre Vidal participe à 77 courses en Coupe du monde, principalement en slalom. Il compte six podiums dont deux victoires, toutes deux obtenues en slalom. Il obtient son meilleur classement général en 2002 en finissant au 13e rang, et se classe 3e du classement du slalom cette même année,.

#### Différents classements en Coupe du monde
| Saison / Épreuve | Saison / Épreuve | Général | Général | Slalom géant | Slalom géant | Slalom | Slalom | Combiné | Combiné |
| ---------------- | ---------------- | ------- | ------- | ------------ | ------------ | ------ | ------ | ------- | ------- |
| Saison / Épreuve | Saison / Épreuve | Class.  | Points  | Class.       | Points       | Class. | Points | Class.  | Points  |
| 2002             | 2002             | 13e     | 462     | 51e          | 6            | 3e     | 456    | -       | -       |
| 2003             | 2003             | 37e     | 242     | 32e          | 42           | 10e    | 200    | -       | -       |
| 2004             | 2004             | 63e     | 110     | -            | -            | 26e    | 110    | -       | -       |
| 2005             | 2005             | 48e     | 152     | -            | -            | 13e    | 152    | -       | -       |
| 2006             | 2006             | 33e     | 258     | -            | -            | 10e    | 253    | 47e     | 5       |

#### Détail des victoires
| Saison / Épreuve | Slalom        | Total |
| 2002             | Kranjska Gora | 1     |
| 2006             | Kitzbühel     | 1     |
| Total            | 2             | 2     |

#### Performances générales
| Résultat  | Slalom géant | Slalom | Combiné | Total |
| --------- | ------------ | ------ | ------- | ----- |
| 1re place | -            | 2      | -       | 2     |
| 2e place  | -            | 1      | -       | 1     |
| 3e place  | -            | 3      | -       | 3     |
| Top 10    | -            | 19     | -       | 20    |
| Top 30    | 6            | 31     | 1       | 39    |
| Autres    | 20           | 18     | -       | 38    |
| Départs   | 26           | 49     | 1       | 77    |

### Championnats de France
Jean-Pierre Vidal compte cinq titres de champion de France dont trois en slalom géant et deux en slalom.
| Épreuve / Édition                   | Descente    | Super-G | Slalom géant  | Slalom        |
| ----------------------------------- | ----------- | ------- | ------------- | ------------- |
| Championnats 1995 Morzine/Les Arcs  | Disqualifié | 54e     | 21e           | Abandon       |
| Championnats 1997 L'Alpe d'Huez     | 45e         | 33e     | 13e           | Abandon       |
| Championnats 1998 Serre Chevalier   | —           | —       | 6e            | 6e            |
| Championnats 2000 Valloire          | —           | —       | 13e           | 16e           |
| Championnats 2001 Courchevel        | —           | —       | Médaille d'or | Médaille d'or |
| Championnats 2002 Megève            | —           | —       | —             | 7e            |
| Championnats 2003 Les Menuires      | —           | —       | 4e            | Médaille d'or |
| Championnats 2004 Les Carroz/Flaine | —           | —       | Médaille d'or | Abandon       |
| Championnats 2005 L'Alpe d'Huez     | 14e         | 59e     | Médaille d'or | 4e            |

### Universiade d'hiver
Jean-Pierre Vidal participe à l'Universiade d'hiver de 1999 de Poprad-Tatry. Il y obtient deux médailles dans les deux courses qu'il dispute : l'or en slalom géant et le bronze en slalom.
| Épreuve / Édition | Poprad-Tatry 1999 |
| ----------------- | ----------------- |
| Slalom géant      | Or                |
| Slalom            | Bronze            |

## Distinctions
- Reçoit le trophée Retour au top en 2003 qui récompense le retour des sportifs blessés[28]